# Goliath (mascotte)
Goliath is de mascotte van het Europees kampioenschap voetbal 1996, dat werd gehouden in Engeland.
Na het succes van World Cup Willie in 1966, viel de keuze voor een mascotte in 1996 opnieuw op een leeuw. De leeuw is een van de symbolen van het Verenigd Koninkrijk. Goliath heeft een wit shirt en een blauwe broek aan en draagt witte kousen en voetbalschoenen. Zijn manen zijn oranje en onder zijn rechterarm draagt hij een voetbal. Zijn naam is een verwijzing naar de Bijbelse reus Goliath, die kampioenenvechter was voor de Filistijnen. De mascotte Goliath staat voor de thuiskomst van het voetbal, waarbij gerefeerd wordt aan het feit dat de Engelsen de uitvinders zijn van het moderne voetbalspel.
1980: Pinocchio ·
1984: Peno ·
1988: Berni ·
1992: Rabbit ·
1996: Goliath ·
2000: Benelucky ·
2004: Kinas ·
2008: Trix en Flix ·
2012: Slavek en Slavko ·
2016: Super Victor ·
2020: Skillzy ·
2024: Albärt